# Poppenhof (Herzogenaurach)
Poppenhof  ist ein Siedlungsplatz mit nur einer Hausnummer in der Stadtteilgemarkung Zweifelsheim von Herzogenaurach des mittelfränkischen Landkreises Erlangen-Höchstadt.

## Beschreibung
Poppenhof ist ein von Feldern umgebenes Einzelgehöft an der von Puschendorf nach Höfen führenden Puschendorfer Straße, die dort in die Kreisstraße ERH 13 mündet. Es umfasst ein Wohnhaus und ein größeres, im Winkel darum angelegtes landwirtschaftliches Gebäude. Im Untergrund des zum Unterraum Aurach-Zenn-Platten des Naturraums Mittelfränkisches Becken gehörenden Ortes liegt der Untere Burgsandstein der Löwenstein-Formation.
Einem Teich südlich des Hofes entfließt der Tuchenbach. Etwas über einen halben Kilometer nordwestlich steht Zweifelsheim, etwa einen Kilometer nordöstlich das Dorf Höfen, die beide zur Stadt Herzogenaurach gehören, deren Zentrum etwa 5 km nordöstlich entfernt ist. Im Südosten liegt das Dorf Tuchenbach und im Süden das Dorf Puschendorf, beide jeweils in eigenem Gemeindegebiet und um zwei Kilometer entfernt.
In jedem Jahr findet das Open Beatz Festival Ende Juli in Poppenhof statt.

## Name
Orte mit diesem Namen gehen in der Regel auf einen Mann namens Poppo oder Boppo zurück. Das war ein häufiger germanischer Vorname. Im mittelhochdeutschen Genitiv Singular verwandelt sich der Name in Poppen- (des Poppo). 